# Karel van Rijckevorsel
Karel Thomas Maria van Rijckevorsel (Vught, 27 maart 1913 – Den Haag, 13 oktober 1999) was een Nederlands advocaat en politicus voor de KVP.

## Familie
Van Rijckevorsel, lid van het deels adellijke patriciaatsgeslacht Van Rijckevorsel, was een zoon van Thomas Cornelis Maria van Rijckevorsel (1882-1963), wijnhandelaar, en Adriënne Eugenie Françoise Maria Dorsman (1888-1975). Hij trouwde in 1936 met Maria Mathilde Francisca von Fisenne (1912-1998), lid van de familie Von Fisenne. Uit dit huwelijk werden vier kinderen geboren, onder wie publiciste Laetitia van Rijckevorsel. Van Rijckevorsel zelf was een neef van Cees van Rijckevorsel.

## Leven en werk
Van Rijckevorsel doorliep het Stedelijk Gymnasium in 's-Hertogenbosch en studeerde vervolgens rechten aan de Rijksuniversiteit Leiden. Hij werd vervolgens eerst notaris, om zich later toe te leggen op de advocatuur. In die hoedanigheid kreeg hij bekendheid toen hij tijdens de Bijzondere rechtspleging optrad als advocaat van de Oostenrijkse oorlogsmisdadiger Hanns Albin Rauter.
Hij werd in 1952 lid van de Tweede Kamer voor de Katholieke Volkspartij. Hij werd woordvoerder justitie. In 1959 dreigde hij niet herkozen te worden, maar mede dankzij een voorkeursstemmenactie, opgezet door de Haagse ondernemer Jacques Levi Lassen kon hij zijn zetel behouden. Van Rijckevorsel was tevens bestuurder van de Stichting Levi Lassen. Hij zou tot 1967 lid blijven van de Kamer. Hij maakte eind jaren zestig deel uit van een commissie van wijzen, die moest proberen de zogenaamde Christen-radikalen te behouden voor de KVP. Tussen 1972 en 1982 was hij lid van de Raad van State.
Op 27 januari 2017 besteedde de NRC aandacht aan de affaire van Adriana Nasoetion-van der Have, weduwe van Masdoelhak Nasoetion, die tijdens de Tweede Politionele Actie in december 1948 werd vermoord. Van Rijckevorsel trad als advocaat op voor Adriana van der Have, die de Staat der Nederlanden voor de moord aansprakelijk stelde. Van Rijckevorsel was als conservatieve, katholieke politicus gesproken mordicus tegen de Indonesische onafhankelijkheid, maar streed als advocaat met een even grote verbetenheid vóór de zaak van Van der Have en vóór een schadevergoeding. Uiteindelijk (1954) kreeg weduwe Nasoetion anderhalve ton in guldens uitgekeerd, hoewel Nederland aansprakelijkheid voor de moord bleef afwijzen.